# オットマー・マーゲンターラー

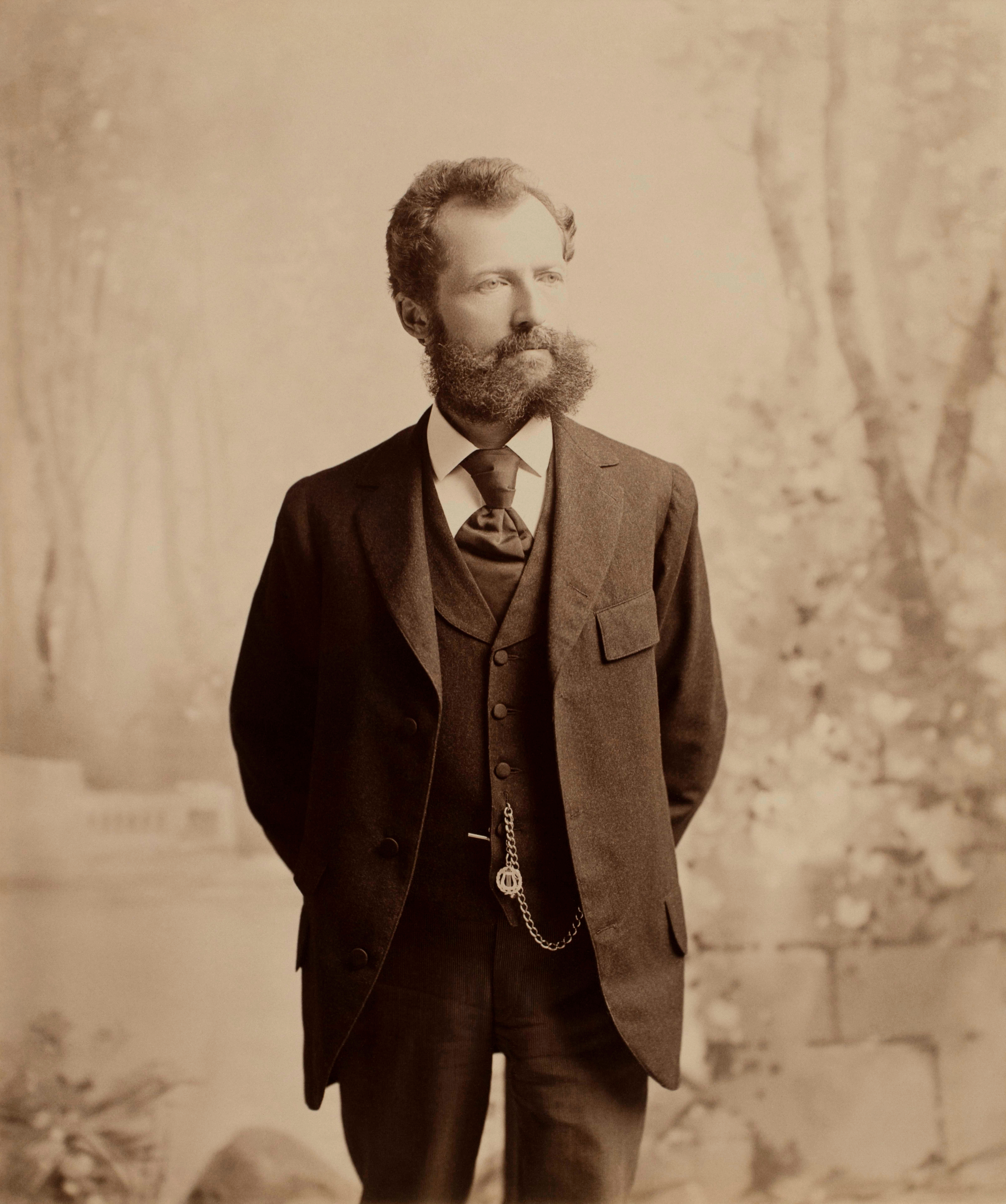
オットマー・マーゲンターラー

オットマー・マーゲンターラー（Ottmar Mergenthaler、メルゲンターラーとも。1854年5月10日 - 1899年10月28日）はドイツの発明家。

## 人物
彼はドイツ・バーデン＝ヴュルテンベルク州のバート・メルゲントハイムで、教師の3番目の子供として生まれ、1872年にアメリカ合衆国・ボルチモアに移転するまで時計職人の見習いをした。彼はライノタイプを1886年に発明した。このライノタイプは、印刷工たちが自動的に活字を組むすることを可能にした機械で、印刷産業における革命となった。彼は1889年にエリオット・クレッソン・メダルを受賞し、1899年にボルチモアで、結核によりこの世を去った。